# George Bastl
George Edward Bastl (* 1. April 1975 in Ollon, Kanton Waadt) ist ein ehemaliger Schweizer Tennisspieler. Er ist der Bruder des Eishockeyspielers Mark Bastl.

## Karriere
George Bastl wuchs in der Schweiz auf. 1994 ging er für das Studium an der University of South Florida zurück in die USA; 1995 wechselte er an die University of Southern California, um sich auf das Tennis zu konzentrieren.
Ab 1998 war er Profi auf der ATP Tour. Seine höchste ATP-Klassierung erreichte er am 1. Mai 2000 mit Rang 71. Als grösster Erfolg seiner Karriere gilt sein Fünfsatz-Sieg in Wimbledon gegen Pete Sampras. Er war zudem Mitglied der Schweizer Davis-Cup-Mannschaft.

## Erfolge
| Legende (Anzahl der Siege)                       |
| Grand Slam                                       |
| Tennis Masters Cup ATP World Tour Finals         |
| ATP Masters Series ATP World Tour Masters 1000   |
| ATP International Series Gold ATP World Tour 500 |
| ATP International Series ATP World Tour 250      |
| ATP Challenger Tour (11)                         |

### Einzel

#### Turniersiege
| Nr. | Datum            | Turnier   | Belag         | Finalgegner     | Ergebnis       |
| --- | ---------------- | --------- | ------------- | --------------- | -------------- |
| 1.  | 24. Oktober 1999 | Eckental  | Teppich (i)   | Petr Luxa       | 7:65, 4:6, 6:4 |
| 2.  | 5. Dezember 2001 | Nümbrecht | Teppich (i)   | Martin Damm     | 7:6, 6:3       |
| 3.  | 21. Oktober 2001 | Helsinki  | Hartplatz (i) | Ota Fukárek     | 6:4, 4:6, 6:4  |
| 4.  | 5. Dezember 2004 | Mailand   | Teppich (i)   | Alexander Waske | 7:65, 6:4      |

#### Finalteilnahmen
| Nr. | Datum              | Turnier   | Belag     | Finalgegner    | Ergebnis |
| --- | ------------------ | --------- | --------- | -------------- | -------- |
| 1.  | 19. September 1999 | Taschkent | Hartplatz | Nicolas Kiefer | 4:6, 2:6 |

### Doppel

#### Turniersiege
| Nr. | Datum              | Turnier         | Belag       | Partner            | Finalgegner                         | Ergebnis         |
| --- | ------------------ | --------------- | ----------- | ------------------ | ----------------------------------- | ---------------- |
| 1.  | 9. Dezember 2000   | Mailand         | Teppich (i) | Giorgio Galimberti | Filippo Messori Vincenzo Santopadre | 6:4, 7:6         |
| 2.  | 10. November 2001  | Eckental        | Teppich (i) | Neville Godwin     | Yves Allegro Marcus Hilpert         | 6:4, 4:6, 7:5    |
| 3.  | 6. April 2002      | Tarzana         | Hartplatz   | Neville Godwin     | Brandon Coupe Kevin Kim             | 6:3, 4:6, 6:3    |
| 4.  | 20. April 2002     | Bermuda         | Sand        | Neville Godwin     | Ramón Delgado Alexandre Simoni      | 7:5, 6:3         |
| 5.  | 11. September 2004 | Istanbul        | Hartplatz   | Björn Phau         | Daniele Bracciali Fred Hemmes       | 6:1, 6:2         |
| 6.  | 18. April 2009     | Johannesburg    | Hartplatz   | Chris Guccione     | Michail Jelgin Alexander Kudrjawzew | 6:2, 4:6, [11:9] |
| 7.  | 7. Mai 2009        | Ramat haScharon | Hartplatz   | Chris Guccione     | Jonathan Erlich Andy Ram            | 7:5, 7:66        |